# 범대각선
n×n 크기의 행렬이나 마방진에서, 범대각선(汎對角線, 영어: pandiagonal) 또는 끊긴 대각선(영어: Broken diagonal)은  평행한 두 대각선의 일부로 구성된 n개의 수들의 집합이다.
범입체대각선(汎立體對角線, 영어: pantriagonal)은 4개의 입체대각선과 평행한 것을 말한다.

## 마방진

### 마방진에서
범마방진(汎對角線 魔方陣, 영어: pandiagonal magic square, panmagic square)은 범대각선에 있는 수들의 합도 마방진 상수로 일정한 마방진이다. 범대각선은 마방진 사각형 가장자리를 통과해서 둘러싸는 대각선을 말한다. 범마방진은 마방진의 최상위 등급으로 생각되어, 완전방진(完全方陣)이라고도 한다.
예를 들어 아래 범마방진에서 빨간색은 대각선이고, 나머지 파란색, 노란색, 흰색은 각각 범대각선이다.
| 3  | 10 | 15 | 6  |
| 13 | 8  | 1  | 12 |
| 2  | 11 | 14 | 7  |
| 16 | 5  | 4  | 9  |

| 3  | 10 | 15 | 6  |
| 13 | 8  | 1  | 12 |
| 2  | 11 | 14 | 7  |
| 16 | 5  | 4  | 9  |

| 3+8+14+9=34  |
| 10+1+7+16=34 |
| 15+12+2+5=34 |
| 6+13+11+4=34 |

| 6+1+11+16=34 |
| 15+8+2+9=34  |
| 10+13+7+4=34 |
| 3+2+14+15=34 |

범마방진에서는 대각선뿐 아니라 범대각선에서도 합이 마법 합으로 같아야 한다. 이 마방진에서 마법 합은 34이다.

### 입방진에서
입방진에서 범대각선(pandiagonal)은 면대각선과 평행한 것을 말한다. 범입체대각선(pantriagonal)은 4개의 입체대각선과 평행한 것을 말한다.

## 같이 보기
- 범대각선 마방진
- 대각선
- 마방진